# Stepan Malygin
Stepan Gavrilovitsj Malygin (Russisch: Степан Гаврилович Малыгин), in sommige bronnen wordt zijn vadersnaam geschreven als Grigorjevitsj (Григорьевич), (? - 12 september [O.S. 1 augustus] 1764) was een Russische onderzoeker van de Arctis.

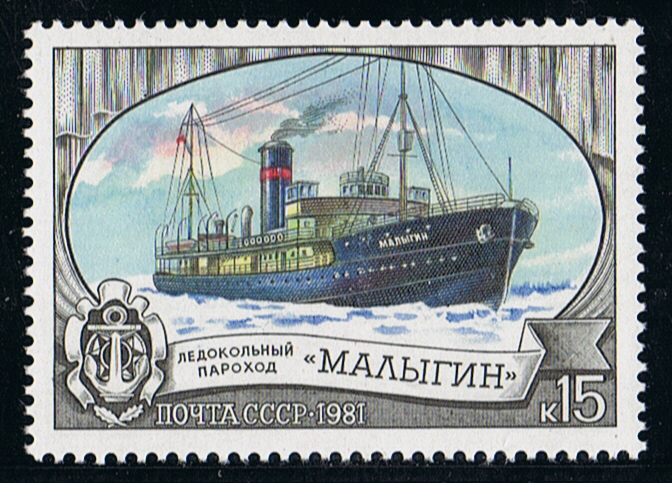
Ijsbreker Malygin

Van 1711 tot 1717 studeerde hij aan de School voor Wiskundige en Zeevaarderswetenschappen in Moskou. Na zijn afstuderen begon hij zijn carrière als cadet bij de marine, waar hij in vier jaar tijd opklom tot luitenant. Tot 1735 deed hij dienst op de Baltische Vloot. Twee jaar eerder, in 1733, was hij de eerste Rus die een zeevaardershandleiding schreef genaamd:  "Сокращённая навигация по карте де-Редукцион"  (Sokrasjtsjjonnaja navigatsia po karte de-Redoektsion). Begin 1736 werd Malygin benoemd tot leider van de westelijke eenheid van de Tweede Kamtsjatka-expeditie. Van 1736 tot 1737 zeilde hij samen met Aleksej Skoeratov met de twee boten onder zijn bevel; Pervy ("eerste") en Vtoroj ("tweede") van Dolgi in de Barentszzee naar de monding van de Obrivier en beschreef onderweg de kust en tekende een kaart van het gebied tussen de Petsjora en de Ob.
Van 1741 tot 1748 had Malygin de leiding over de opleiding van zeevaarders voor de Russische Marine. In 1762 werd hij benoemd tot hoofd van het kantor van de Russische Admiraliteit in Kazan.
De ijsbreker Malygin is naar hem vernoemd.